# 婚外子国籍訴訟
婚外子国籍訴訟（こんがいしこくせきそしょう）とは、結婚していないフィリピン国籍の母と日本国籍を有する父との間に出生した原告らが、出生後に父から認知を受けたことを理由に法務大臣あてに国籍取得届を提出したところ、原告らが国籍法3条1項に規定する、国籍取得の条件を備えていないとして、日本国籍の取得を認められなかったため、父母の婚姻（嫡出子であること）を国籍取得の要件とする同項の規定は、法の下の平等を定めた憲法14条に違反するなどと主張して、国に対し、日本国籍を有することの確認を求めた訴訟である。
最高裁判所は、国籍法3条1項の規定は、日本国憲法第14条1項に違反すると判断し、現憲法下8例目の法令違憲判決となった。

## 訴訟経過
訴訟としては、異なる原告から提起された退去強制令書発付処分取消等請求事件（以下(A)事件という。）と国籍確認請求事件（以下(B)事件という。）の二つの事件であるが、最高裁で同日に同様の内容の判決が下された。
第一審の東京地裁は、(A)事件（平成17年4月13日判決）、(B)事件（平成18年3月29日判決）ともに、国籍法3条1項のうち準正要件を定める部分のみを違憲無効として、原告らが日本国籍を有することを確認した。
これに対し、控訴審の東京高裁は、(A)事件（平成18年2月28日判決）、(B)事件（平成19年2月27日判決）とも、国籍をいかなる者に認めるかは、立法府の権限であり、裁判所が国籍法を違憲として規定に該当しない者に国籍を確認することは司法が立法行為をすることになり許されないとして、憲法判断をせずに、原告らの逆転敗訴を言い渡した。
原告らが、最高裁判所に上告したところ、2007年9月5日、事件が大法廷に回付されたことから、国籍法3条1項に対して何らかの憲法判断を下すのではないかと予想されていた。
2008年6月4日、最高裁は(A)事件、(B)事件ともに原判決を破棄し、本件区別については、これを生じさせた立法目的自体に合理的な根拠は認められるものの、立法目的との間における合理的関連性は、我が国の内外における社会的環境の変化によって失われており、今日において、国籍法3条1項の規定は、日本国籍の取得につき合理性を欠いた過剰な要件を課し、日本国民である父から出生後に認知されたにとどまる非嫡出子に対して、日本国籍の取得において著しく不利益な差別的取扱いを生じさせているといわざるを得ないとして、上告人（原告）の訴えを認めた。

## 主な争点
1. 国籍法3条1項は憲法14条に違反しないか。
2. 仮に、国籍法3条1項が違憲だとした場合、どの範囲で違憲とすることができるか。この場合、法律の規定がないのに、原告の日本国籍を裁判所が確認することは可能か。あるいは、一部規定違憲や合憲補充解釈などをすることができるか。

## 国籍法の規定とその帰結
問題となる国籍法2条及び3条の規定は次のようなものである。
- 第2条（出生による国籍の取得）

子は、次の場合には、日本国民とする。
一　出生の時に父又は母が日本国民であるとき。
二号及び三号　省略
- 第3条（準正による国籍の取得）

1　父母の婚姻及びその認知により嫡出子たる身分を取得した子で20歳未満のもの（日本国民であった者を除く。）は、認知をした父又は母が子の出生の時に日本国民であった場合において、その父又は母が現に日本国民であるとき、又はその死亡の時に日本国民であったときは、法務大臣に届け出ることによって、日本の国籍を取得することができる。
2　前項の規定による届出をした者は、その届出の時に日本の国籍を取得する。
上記のような国籍法の規定の結果、両親の一方が日本国民で他方が外国人の場合の、子の日本国籍取得については次のような取扱いとなる。
- 生来嫡出子の場合

婚姻した男女（夫婦）間に生まれた子は嫡出子であり、出生の時点で日本国民である父か母の子であるので、当然に日本国籍を取得する（国籍法2条1号）。
- 非嫡出子で、母が日本国民である場合

日本の民法上、母子関係は出生と同時に成立すると解されていることからすると、母が日本国民である非嫡出子の場合は、国籍法2条1号によって出生と同時に日本国籍を取得することになる。
- 非嫡出子で、日本国民である父から胎児認知を受けた場合

父が日本国民である非嫡出子で、胎児認知（民法783条1項）を受けた場合、出生時において法律上の親子関係が成立していることになるから、この場合も、国籍法2条1号によって出生と同時に日本国籍を取得することになる。
- 非嫡出子で、日本国民である父から生後認知を受けた場合

民法上、認知の効力は出生時にさかのぼることとされているが（民法784条）、国籍法2条1号の解釈においては、国籍の浮動性防止の観点から、認知に遡及効はないと解されている。その結果、生後認知を受けた日本国民である父の子は、出生時点においては日本国民である父と法律上の親子関係が存在していないということになるので、2条1号は適用されず、同号によって出生時点で日本国籍を取得することはない。
このような非嫡出子の場合、後に父母の婚姻によって嫡出子（準正子）となった場合には、国籍法3条1項により、届出によって日本国籍を取得することができる。しかし、父母の法律上の婚姻がされていない場合には、届出によって日本国籍を取得することはできないことになる。
なお、日本国民の子で日本に住所を有する外国人（日本国民を父とする生後認知を受けた非嫡出子も含まれる。）は、国籍法8条により、一般の外国人に適用される同法5条の帰化要件よりも緩和された要件によって、帰化申請を行うことができる。
以上の規定の結果、(1)嫡出子、(2)日本国民である母と外国人の父との間に生まれた非嫡出子、(3)日本国民である父と外国人の母との間に出生した非嫡出子のうち、日本国民である父から胎児認知を受けたものは当然に日本国籍を取得し、また、(4)日本国民である父と外国人の母との間に出生した非嫡出子のうち、父から生後認知を受け、かつ、父母が婚姻したもの（準正子）は届出によって日本国籍を取得することができるが、(5)日本国民である父と外国人の母との間に出生した非嫡出子のうち、父から生後認知を受けたが、父母が法律上の婚姻をしていないもの（非準正子）は届出によっても日本国籍を取得できないという区別が生じている。

## 第1審の判断
(A)事件の第1審である東京地裁判決は、次のように判示した。
国籍法3条1項の合理性について
（1）国籍法3条1項が準正を国籍取得の要件とした部分は、日本国民を父とする非嫡出子に限って、その両親が婚姻をしない限り、法律上の親子関係が認められても、届出により日本国籍を取得することができないという、非嫡出子の一部に対する大きな区別と不利益をもたらすこととなり、（2）同項が準正要件を設けた理由は、国籍取得のために、当該非嫡出子と我が国との強い結び付きないし帰属関係の存在を要求し、これを認めるための指標として、日本国民である父との家族関係ないし生活の同一性を想定し、これを法律上の婚姻という要件として定めることによって、法定化したものと考えられるところ、（3）国籍取得のために子と我が国との強い結び付きないし帰属関係を要求することは、我が国の国籍法上、父母両系血統主義と並び立つような重要な理念であるということはできず、（4）また、法律上の婚姻の成否によって、日本国民である父との生活の同一性の有無を一律に判断したり、生活の同一性の有無によって、我が国との強い結び付きや帰属関係の有無を一律に基礎付けることもできず、（5）法律婚の尊重、基準の客観性、偽装認知のおそれ及び各国の法制度という観点から見ても、いずれも上記区別を十分合理的に根拠付けることはできず、法の下の平等を定めた憲法14条1項に違反する。
国籍法3条1項が違憲となる範囲について
法律の規定は、できるだけ合憲的に解釈すべきであるから、同項のうち、一部を違憲無効と解することで足りるのであれば、そのように解するにとどめるのが相当であるというべきである。
しかるところ、既に判示したところによれば、国籍法3条1項の全部を合憲有効と解することはできない。他方、同項の全部を違憲無効とすれば、出生時に法律上の親子関係が認められる場合の国籍の取得が認められるのみで、血統主義を採りながら、出生後に法律上の親子関係を認められた子の国籍取得の余地は全くなってしまう。そして、前示のとおり、生後認知を出生後の事由として国籍の取得原因とすることには合理性があることや、既に認定判断してきたところによれば、国籍法3条1項を制定した立法者の最大の眼目は、国籍取得の要件を拡大して、父母両系血統主義を拡充し、日本国民の実子は日本国籍を得られるであろうという国民的な期待にこたえることにあったと考えられることに照らすと、その拡大、拡充に不十分な点があるからといって、国籍法3条1項の全部を違憲無効と解することは不合理であり、むしろ立法者の意思に反するというべきである。
このように考えると、前示のとおり、国籍法3条1項は、父母両系血統主義を採る同法2条1号による国籍の付与を更に拡充する規定であり、同号は法律上の親子関係を要求するものの、父母の婚姻関係まで要求していないことにもかんがみれば、同法3条1項における中核的な要件は、日本国民である父又は母から認知された子という部分（条文の文言としては、「認知により…（中略）…身分を取得した子」と同項後段の部分）であって、準正要件は、重要ではあるものの、中核的なものではないと解するのが相当である。
以上によれば、上記両部分が本来的に可分であり、準正要件については合理性が認められず、また、準正要件は中核的なものではないと解される以上、国籍法3条1項のうち、準正要件を定める部分のみを違憲無効と解すべきである。
仮に、このような規定の一部分の違憲無効を認めないとすると、国籍法3条1項が憲法14条1項に違反して無効であるとしても、非準正子たる原告らの国籍が認められる余地はなくなってしまい、原告らは、同項全体が違憲無効であるとして被告の立法不作為を争うしかなくなるが、これは余りに迂遠であり、結局、原告らに対し実質的な救済までの道を長くすることとなり、相当とはいえないと考える。

以上によると、国籍法3条1項の規定は、準正要件を定める部分、すなわち条文の文言でいえば、「婚姻及びその」並びに「嫡出」の部分に限って憲法14条1項に違反し、違憲無効であるというべきである。

## 控訴審の判断

### 平成18年2月28日東京高裁判決
(A)事件の控訴審である東京高裁平成18年2月28日判決は、要旨次のように判示した。
国籍法3条1項違憲を理由に生後認知をうけた子の認知を請求することは、日本の国籍を取得する規定の効力が失われるだけであって父母が婚姻をしないために嫡出子たる身分を取得しない子が日本の国籍を取得する制度が創設されるわけではないから、そのような主張は法理論上失当である。

法3条1項を類推ないし拡張解釈もできないし、これを認めると、裁判所に類推解釈ないしは拡張解釈の名の下に国籍法に定めのない国籍取得の要件の創設を求めるものにほかならないというべきところ、裁判所がこのような国会の本来的な機能である立法作用を行うことは許されない。

### 平成19年2月27日東京高裁判決
(B)事件の控訴審である東京高裁平成19年2月27日判決は、要旨次のように判示した。
法3条1項は、日本人父の子の出生が父母の婚姻前であるか後であるかによることのみによって国籍取得の在り方に違いが生ずることの不均衡をできるだけ是正することを目的として定められたものであり、日本人父の準正子は、類型的にみて、父母の婚姻により日本人父の家族関係に包摂され、我が国との結び付きが密接になることから、法務大臣に対する届出による伝来的な国籍取得を認めたものと解することができる。また，同条項が法務大臣に対する届出により国籍を取得できる要件として、「父母の婚姻及び認知により嫡出子たる身分を取得した子」と明示し「婚姻」、「認知」、「嫡出子」という明確な概念によって立法者の意思も一義的に示されているといえ、類推や拡張解釈はできない（最判昭和41年11月16日）。
法3条1項のうちの上記要件のみが憲法14条1項に違反して無効であるとして、そのことから非嫡出子が認知と届出のみによって日本国籍を取得できるものと解することは、法解釈の名の下に、実質的に国籍法に定めのない国籍取得の要件を創設するものにほかならず、裁判所がこのような国会の本来的な機能である立法作用を行うことは憲法81条の違憲立法審査権の限界を逸脱するものであって許されない。

また、法3条1項の趣旨からすると、被控訴人（原告）ら主張の上記要件が憲法14条1項に違反して無効であるとすれば、法3条1項全体が憲法14条1項に違反して無効となると解するのが相当であるが、仮に法3条1項が無効とされるとすれば、父母の婚姻及び日本人父による認知の要件を具備した子が日本国籍を取得できる根拠規定の効力が失われるだけであり、そのことから，出生した後に日本人父から認知を受けたものの、父母が婚姻しないために嫡出子たる身分を取得しない子が日本国籍を取得する制度が創設されるわけではないことも明らかであるといわざるを得ない。そして、当該法条が違憲無効である場合に、いかなる内容の立法をするかは国会の権能に属するのであり、裁判所が、立法政策として日本人父の認知と届出のみによる日本国籍取得を認める方法しかあり得ないと判断し、そのような解釈をして日本国籍の取得を認めることは許されない。

## 最高裁の判断

### 多数意見
最高裁判所大法廷は、平成20年6月4日判決で、次のような判断を示した。
これは島田、泉、才口、今井、中川、那須、涌井、田原、近藤各裁判官による多数意見である。
国籍法3条1項による国籍取得の区別の憲法適合性について
憲法10条と憲法14条の関係
憲法14条1項は、法の下の平等を定めており、この規定は、事柄の性質に即応した合理的な根拠に基づくものでない限り、法的な差別的取扱いを禁止する趣旨であると解すべきことは、当裁判所の判例とするところである（最高裁昭和39年5月27日大法廷判決（地方公務員待命処分無効確認事件）、最高裁昭和48年4月4日大法廷判決（尊属殺重罰規定違憲判決））。
憲法10条は、「日本国民たる要件は、法律でこれを定める。」と規定し、これを受けて、国籍法は、日本国籍の得喪に関する要件を規定している。憲法10条の規定は、国籍は国家の構成員としての資格であり、国籍の得喪に関する要件を定めるに当たってはそれぞれの国の歴史的事情、伝統、政治的、社会的及び経済的環境等、種々の要因を考慮する必要があることから、これをどのように定めるかについて、立法府の裁量判断にゆだねる趣旨のものであると解される。しかしながら、このようにして定められた日本国籍の取得に関する法律の要件によって生じた区別が、合理的理由のない差別的取扱いとなるときは、憲法14条1項違反の問題を生ずることはいうまでもない。すなわち、立法府に与えられた上記のような裁量権を考慮しても、なおそのような区別をすることの立法目的に合理的な根拠が認められない場合、又はその具体的な区別と上記の立法目的との間に合理的関連性が認められない場合には、当該区別は、合理的な理由のない差別として、同項に違反するものと解されることになる。
日本国籍は、我が国の構成員としての資格であるとともに、我が国において基本的人権の保障、公的資格の付与、公的給付等を受ける上で意味を持つ重要な法的地位でもある。一方、父母の婚姻により嫡出子たる身分を取得するか否かということは、子にとっては自らの意思や努力によっては変えることのできない父母の身分行為に係る事柄である。したがって、このような事柄をもって日本国籍取得の要件に関して区別を生じさせることに合理的な理由があるか否かについては、慎重に検討することが必要である。
国籍法3条1項の合理性に関する検討
国籍法3条が設けられた沿革と立法当時における同条の合理性に関する検討
国籍法3条の規定する届出による国籍取得の制度は、法律上の婚姻関係にない日本国民である父と日本国民でない母との間に出生した子について準正のほか同条1項の要件を満たした場合に限り、法務大臣への届出によって日本国籍の取得を認めるものであり、日本国民である父と日本国民でない母との間に出生した嫡出子が生来的に日本国籍を取得することとの均衡を図ることによって、同法の基本的な原則である血統主義を補完するものとして、昭和59年法律第45号による国籍法の改正において新たに設けられたものである。
日本国民を血統上の親として出生した子であっても、日本国籍を生来的に取得しなかった場合には、その後の生活を通じて国籍国である外国との密接な結び付きを生じさせている可能性があるから、国籍法3条1項は、同法の基本的な原則である血統主義を基調としつつ、日本国民との法律上の親子関係の存在に加え我が国との密接な結び付きの指標となる一定の要件を設けて、これらを満たす場合に限り出生後における日本国籍の取得を認めることとしたものと解される。このような目的を達成するため準正その他の要件が設けられ、これにより本件区別が生じたのであるが、本件区別を生じさせた上記の立法目的自体には，合理的な根拠があるというべきである。
また、国籍法3条1項の規定が設けられた当時（1984年当時）の社会通念や社会的状況の下においては、日本国民である父と日本国民でない母との間の子について、父母が法律上の婚姻をしたことをもって日本国民である父との家族生活を通じた我が国との密接な結び付きの存在を示すものとみることには相応の理由があったものとみられ、当時の諸外国における前記のような国籍法制の傾向にかんがみても、同項の規定が認知に加えて準正を日本国籍取得の要件としたことには、上記の立法目的との間に一定の合理的関連性があったものということができる。
国籍法制をめぐる情勢の変化
しかしながら、その後、我が国における社会的、経済的環境等の変化に伴って、夫婦共同生活の在り方を含む家族生活や親子関係に関する意識も一様ではなくなってきており、今日では、出生数に占める非嫡出子の割合が増加するなど、家族生活や親子関係の実態も変化し多様化してきている。このような社会通念及び社会的状況の変化に加えて、近年、我が国の国際化の進展に伴い国際的交流が増大することにより、日本国民である父と日本国民でない母との間に出生する子が増加しているところ、両親の一方のみが日本国民である場合には、同居の有無など家族生活の実態においても、法律上の婚姻やそれを背景とした親子関係の在り方についての認識においても、両親が日本国民である場合と比べてより複雑多様な面があり、その子と我が国との結び付きの強弱を両親が法律上の婚姻をしているか否かをもって直ちに測ることはできない。これらのことを考慮すれば、日本国民である父が日本国民でない母と法律上の婚姻をしたことをもって、初めて子に日本国籍を与えるに足りるだけの我が国との密接な結び付きが認められるものとすることは、今日では必ずしも家族生活等の実態に適合するものということはできない。
また、諸外国においては、非嫡出子に対する法的な差別的取扱いを解消する方向にあることがうかがわれ、我が国が批准した市民的及び政治的権利に関する国際規約及び児童の権利に関する条約にも、児童が出生によっていかなる差別も受けないとする趣旨の規定が存する。さらに、国籍法3条1項の規定が設けられた後、自国民である父の非嫡出子について準正を国籍取得の要件としていた多くの国において、今日までに、認知等により自国民との父子関係の成立が認められた場合にはそれだけで自国籍の取得を認める旨の法改正が行われている。
以上のような我が国を取り巻く国内的、国際的な社会的環境等の変化に照らしてみると、準正を出生後における届出による日本国籍取得の要件としておくことについて、前記の立法目的との間に合理的関連性を見いだすことがもはや難しくなっているというべきである。
父から胎児認知を受けた子との区別の合理性の検討
一方、国籍法は、前記のとおり、父母両系血統主義を採用し、日本国民である父又は母との法律上の親子関係があることをもって我が国との密接な結び付きがあるものとして日本国籍を付与するという立場に立って、出生の時に父又は母のいずれかが日本国民であるときには子が日本国籍を取得するものとしている（2条1号）。その結果、日本国民である父又は母の嫡出子として出生した子はもとより、日本国民である父から胎児認知された非嫡出子及び日本国民である母の非嫡出子も、生来的に日本国籍を取得することとなるところ、同じく日本国民を血統上の親として出生し、法律上の親子関係を生じた子であるにもかかわらず、日本国民である父から出生後に認知された子のうち準正により嫡出子たる身分を取得しないものに限っては、生来的に日本国籍を取得しないのみならず、同法3条1項所定の届出により日本国籍を取得することもできないことになる。このような区別の結果、日本国民である父から出生後に認知されたにとどまる非嫡出子のみが、日本国籍の取得について著しい差別的取扱いを受けているものといわざるを得ない。
日本国籍の取得が、前記のとおり、我が国において基本的人権の保障等を受ける上で重大な意味を持つものであることにかんがみれば、以上のような差別的取扱いによって子の被る不利益は看過し難いものというべきであり、このような差別的取扱いについては、前記の立法目的との間に合理的関連性を見いだし難いといわざるを得ない。とりわけ、日本国民である父から胎児認知された子と出生後に認知された子との間においては、日本国民である父との家族生活を通じた我が国社会との結び付きの程度に一般的な差異が存するとは考え難く、日本国籍の取得に関して上記の区別を設けることの合理性を我が国社会との結び付きの程度という観点から説明することは困難である。また、父母両系血統主義を採用する国籍法の下で、日本国民である母の非嫡出子が出生により日本国籍を取得するにもかかわらず、日本国民である父から出生後に認知されたにとどまる非嫡出子が届出による日本国籍の取得すら認められないことには、両性の平等という観点からみてその基本的立場に沿わないところがあるというべきである。
法3条1項の区別について、これを生じさせた立法目的自体には合理的な根拠が認められるものの、立法目的との間における合理的関連性は、我が国の内外における社会的環境の変化等によって失われており、今日においては法3条1項の規定は、日本国籍の取得につき合理性を欠いた過剰な要件を課すものである。すなわち、日本国民である父から出生後に認知されたにとどまる非嫡出子に対して、日本国籍の取得において著しい不利益な差別的取り扱いを生じさせていると言わざるを得ず、国籍取得の要件を定めるに当たって立法府に与えられた裁量権を考慮しても、この結果について、立法目的との間において合理的関連性があるものということはもはやできない。
小括
上記に説示した事情を併せ考慮するならば、国籍法が、同じく日本国民との間に法律上の親子関係を生じた子であるにもかかわらず、上記のような非嫡出子についてのみ、父母の婚姻という、子にはどうすることもできない父母の身分行為が行われない限り、生来的にも届出によっても日本国籍の取得を認めないとしている点は、今日においては、立法府に与えられた裁量権を考慮しても、我が国との密接な結び付きを有する者に限り日本国籍を付与するという立法目的との合理的関連性の認められる範囲を著しく超える手段を採用しているものというほかなく、その結果、不合理な差別を生じさせているものといわざるを得ない。
簡易帰化や仮装認知のおそれとの関係
確かに、日本国民である父と日本国民でない母との間に出生し、父から出生後に認知された子についても、国籍法8条1号所定の簡易帰化により日本国籍を取得するみちが開かれている。しかしながら、帰化は法務大臣の裁量行為であり、同号所定の条件を満たす者であっても当然に日本国籍を取得するわけではないから、これを届出による日本国籍の取得に代わるものとみることにより、本件区別が前記立法目的との間の合理的関連性を欠くものでないということはできない。
なお、日本国民である父の認知によって準正を待たずに日本国籍の取得を認めた場合に，国籍取得のための仮装認知がされるおそれがあるから、このような仮装行為による国籍取得を防止する必要があるということも、本件区別が設けられた理由の一つであると解される。しかし、そのようなおそれがあるとしても、父母の婚姻により子が嫡出子たる身分を取得することを日本国籍取得の要件とすることが、仮装行為による国籍取得の防止の要請との間において必ずしも合理的関連性を有するものとはいい難く、上記オの結論を覆す理由とすることは困難である。
まとめ
本件区別については，これを生じさせた立法目的自体に合理的な根拠は認められるものの、立法目的との間における合理的関連性は、我が国の内外における社会的環境の変化等によって失われており、今日において、国籍法3条1項の規定は、日本国籍の取得につき合理性を欠いた過剰な要件を課するものとなっているというべきである。しかも、本件区別については、胎児認知を受けた子との他の区別も存在しており、日本国民である父から出生後に認知されたにとどまる非嫡出子に対して、日本国籍の取得において著しく不利益な差別的取扱いを生じさせているといわざるを得ず、国籍取得の要件を定めるに当たって立法府に与えられた裁量権を考慮しても、この結果について、上記の立法目的との間において合理的関連性があるものということはもはやできない。
そうすると、本件区別は、遅くとも上告人（原告）が法務大臣あてに国籍取得届を提出した当時（2003年）には、立法府に与えられた裁量権を考慮してもなおその立法目的との間において合理的関連性を欠くものとなっていたと解される。
したがって、上記時点において、本件区別は合理的な理由のない差別となっていたといわざるを得ず、国籍法3条1項の規定が本件区別を生じさせていることは、憲法14条1項に違反するものであったというべきである。
本件区別による違憲の状態を前提として上告人らに日本国籍の取得を認めることの可否
以上のとおり、国籍法3条1項の規定が本件区別を生じさせていることは、遅くとも上記時点以降において憲法14条1項に違反するといわざるを得ないが、国籍法3条1項が日本国籍の取得について過剰な要件を課したことにより本件区別が生じたからといって、本件区別による違憲の状態を解消するために同項の規定自体を全部無効として、準正のあった子（以下「準正子」という。）の届出による日本国籍の取得をもすべて否定することは、血統主義を補完するために出生後の国籍取得の制度を設けた同法の趣旨を没却するものであり、立法者の合理的意思として想定し難いものであって、採り得ない解釈であるといわざるを得ない。そうすると、準正子について届出による日本国籍の取得を認める同項の存在を前提として、本件区別により不合理な差別的取扱いを受けている者の救済を図り、本件区別による違憲の状態を是正する必要があることになる。
このような見地に立って是正の方法を検討すると、憲法14条1項に基づく平等取扱いの要請と国籍法の採用した基本的な原則である父母両系血統主義とを踏まえれば、日本国民である父と日本国民でない母との間に出生し、父から出生後に認知されたにとどまる子についても、血統主義を基調として出生後における日本国籍の取得を認めた同法3条1項の規定の趣旨・内容を等しく及ぼすほかはない。すなわち、このような子についても、父母の婚姻により嫡出子たる身分を取得したことという部分を除いた同項所定の要件が満たされる場合に、届出により日本国籍を取得することが認められるものとすることによって、同項及び同法の合憲的で合理的な解釈が可能となるものということができ、この解釈は、本件区別による不合理な差別的取扱いを受けている者に対して直接的な救済のみちを開くという観点からも、相当性を有するものというべきである。
そして、上記の解釈は、本件区別に係る違憲の瑕疵を是正するため、国籍法3条1項につき、同項を全体として無効とすることなく、過剰な要件を設けることにより本件区別を生じさせている部分のみを除いて合理的に解釈したものであって、その結果も、準正子と同様の要件による日本国籍の取得を認めるにとどまるものである。この解釈は，日本国民との法律上の親子関係の存在という血統主義の要請を満たすとともに、父が現に日本国民であることなど我が国との密接な結び付きの指標となる一定の要件を満たす場合に出生後における日本国籍の取得を認めるものとして、同項の規定の趣旨及び目的に沿うものであり、この解釈をもって、裁判所が法律にない新たな国籍取得の要件を創設するものであって国会の本来的な機能である立法作用を行うものとして許されないと評価することは、国籍取得の要件に関する他の立法上の合理的な選択肢の存在の可能性を考慮したとしても、当を得ないものというべきである。
したがって、日本国民である父と日本国民でない母との間に出生し、父から出生後に認知された子は、父母の婚姻により嫡出子たる身分を取得したという部分を除いた国籍法3条1項所定の要件が満たされるときは、同項に基づいて日本国籍を取得することが認められるというべきである。

### 補足意見
泉徳治裁判官の補足意見、今井功裁判官の補足意見（那須、涌井両裁判官がこれに同調）、田原睦夫裁判官の補足意見、近藤崇晴裁判官の補足意見がある。

### 意見
藤田宙靖裁判官の意見（適用違憲、請求認容）は、要旨次のとおりである。
国籍法は、子の国籍の取得に関する原則を定めるほか、特に3条1項に定める一定の要件を満たした者について、届出による国籍取得を認めているものというべきである。したがって、同項が準正要件を定めているのは、準正子でありかつ同項の定めるその他の要件を満たす者についてはこれを特に国籍取得の上で優遇する趣旨なのであって、殊更に非準正子を排除しようという趣旨ではない。言い換えれば、非準正子が届出という手続によって国籍を取得できないこととなっているのは、同項があるからではなく、2条及び4条の必然的結果というべきなのであって、3条1項の準正要件があるために憲法上看過し得ない差別が生じているのも、いわば、同項の反射的効果にすぎないというべきである。
それ故また、同項に準正要件が置かれていることによって違憲の結果が生じているのは、多数意見がいうように同条が「過剰な」要件を設けているからではなく、むしろいわば「不十分な」要件しか置いていないからというべきなのであって、同項の合理的解釈によって違憲状態を解消しようとするならば、それは「過剰な」部分を除くことによってではなく、「不十分な」部分を補充することによってでなければならないのである。

もっとも、立法府が違憲な不作為状態を続けているとき、その解消は第一次的に立法府の手に委ねられるべきであって、司法権がその不作為に介入し得る余地は極めて限られているということ自体は否定できない。しかしながら、立法府が既に一定の立法政策に立った判断を下しており、また、その判断が示している基本的な方向に沿って考えるならば、未だ具体的な立法がされていない部分においても合理的な選択の余地は極めて限られていると考えられる場合において、著しく不合理な差別を受けている者を個別的な訴訟の範囲内で救済するために、立法府が既に示している基本的判断に抵触しない範囲で、司法権が現行法の合理的拡張解釈により違憲状態の解消を目指すことは、全く許されないことではない。

### 反対意見
横尾和子、津野修、古田佑紀各裁判官の反対意見は、国籍法3条1項を合憲とし、請求を棄却すべきとするものである。
甲斐中辰夫、堀籠幸男各裁判官の反対意見は、国籍法3条1項は違憲としながらも、請求を棄却すべきとするものである。その要旨は次のとおりである。
憲法10条と国籍法
国籍法は、憲法10条の規定を受け、日本国籍を付与する要件を定めた創設的・授権的法律であり、国籍法の規定がなければ、どのような者が日本国民であるか定まらないのである。そうすると、国籍法が日本国籍を付与するものとして規定している要件に該当しない場合は、日本国籍の取得との関係では、白紙の状態が存在するにすぎないのである。すなわち、日本国籍を付与する旨の規定を満たさない場合には、国籍法の規定との関係において、立法の不存在ないし立法不作為の状態が存在するにすぎないのである。このことは、国会が政策的見地から国民に対し、一定の権利・利益を付与することとしている創設的・授権的な行政関係の法律の場合も同様である。
国籍法の立法不作為
国籍法2条1号により、日本国民である父が胎児認知した子は、生来的に日本国籍を取得することとなる。また、同法は、3条1項において、父が日本国民である準正子は届出により日本国籍を取得することができる旨を定める。しかし、生後認知された非準正子について、同法は、日本国籍を付与する旨の規定を置いていないのであるから、非準正子の届出による国籍取得との関係では、立法不存在ないし立法不作為の状態が存在するにすぎないというべきである。
違憲性
本件区別の違憲性
本件区別は、3条1項が制定された当時においては合理的な根拠があり、憲法14条1項に違反するものではないが、遅くとも、上告人らが法務大臣あての国籍取得届を提出した当時には、合理的な理由のない差別となっており、本件区別は同項に違反するものであった。その理由は、多数意見が述べるところである。
違憲の範囲
しかしながら、違憲となるのは、非準正子の届出により国籍を付与するという規定が存在しないという立法不作為の状態であって、国籍法3条1項の規定自体が違憲であるものではない。すなわち、同規定は、前述の如く、創設的・授権的規定によるものであって、何ら憲法に違反するところはない。多数意見は、同項の規定について、非準正子に対して日本国籍を届出によって付与しない趣旨を含む規定であり、その部分が違憲無効であるとしているものと解されるが、そのような解釈は、法の性質に反し、結局は準正子を出生後認知された子と読み替えることとなるのであり、法解釈として限界を超えている。
国籍法は、多数意見のとおり、原則として血統主義を採るものであるといえるが、徹底的に血統主義を法定していると解することはできない。而して3条1項の規定について、生後認知された子に対し届出による日本国籍を付与することを一般的に認めた上で、非準正子に対し、その取得を制限した規定と解することはできない。したがって、同項の規定の解釈から非準正子に届出による日本国籍の取得を認めることはできない。このことから、届出により国籍を取得するという法的地位が上告人に発生しないことは明らかで、上告人の請求を棄却した原判決は正当で、本件上告は棄却すべきである。
違憲状態の是正の可能性
司法判断が立つべき観点
多数意見は、「本件区別により不合理な差別的取扱いを受けている者の救済を図り、本件区別による違憲状態を是正する必要がある」との前提に立った上で上告人らの国籍を認めたが、そもそも、司法の使命は，「中立の立場から客観的に法を解釈し適用すること」であり、本件における司法判断は、「前述の者らの救済を図り、本件区別による違憲状態の是正が国籍法3条1項の解釈・適用により可能か」との観点から行うべきものである。
国会の立法措置の原則
本件で問題となっている非準正子の届出による国籍取得については立法不存在の状態にあるから、これが違憲状態にあるとして、それを是正する場合、法による解釈・適用により行うことが可能でなければ、原則として国会の立法措置により行うべきで、また、立法上複数の合理的な選択肢がある場合には、そのうちどの選択肢を選択するかは、国会の広い権限と責任によるべきである。
本件においては、非準正子の届出による国籍取得の要件について、多数意見のような解釈により示された要件以外に「他の立法上の合理的な選択肢の存在の可能性」があるのであり、その意味において違憲状態の解消は国会にゆだねるべきである。

## その後の対応
法務省は、婚姻要件を削除すると共に、虚偽の国籍取得届を提出した者に対して、1年以下の懲役又は20万円以下の罰金に処する旨の罰則の新設を骨子とした、国籍法改正案を国会に提出し、2008年12月5日成立した。改正法では、2003年1月1日以降改正法施行日前において、改正法によれば国籍取得要件を満たす者に対して、改正法施行後3年以内に届出を提出すれば、日本国籍を取得できるなど、所要の経過措置も設けられている。その他、虚偽認知の防止や父子関係の科学的な確認方法の導入の要否、及び当否に関して検討を行うなどの附帯決議が可決された。

## 関連事項
- 国籍確認請求事件（曖昧さ回避）
- 国籍法改正問題
- 婚外子相続差別訴訟
- 児童扶養手当法施行令事件